# За майбутнє (партія)
«За майбутнє» — українська партія, фінансована українським олігархом Ігорем Коломойським. Зареєстрована 18 липня 2008 року як «Україна майбутнього» 20 травня 2020 року змінила назву на «За майбутнє». Створена на основі депутатської групи «За майбутнє» з 22 депутатів.. Очолив її колишній голова Одеської ОДА (2014—2015) та Волинської облради (2015—2019) Ігор Палиця.

## Історія

### «Україна майбутнього»
Партію створено 16 грудня 2007 року, зареєстровано Міністерством юстиції 18 липня 2008 року. Партійні організації створено в усіх областях України. Політична партія «Україна Майбутнього» свою діяльність та програму базує на філософському вченні великого українського гуманіста Григорія Сковороди та відповідних цінностях, які мають змістовне наповнення: совість, солідарність, власність, майбутнє, сьогодення, історична спадщина.
З 24 липня 2010 року лідер партії замість Андрія Павленка став Святослав Олійник — позафракційний депутат Верховної Ради V та VI скликань, голова підкомітету з питань кримінально-процесуального законодавства Комітету ВРУ з питань правосуддя.
2010 року Олійник балотувався на пост мера Дніпра, посів друге місце після Куліченка. До місцевих рад в Дніпропетровській області пройшли 40 депутатів від партії.
У сфері соціальної політики напрямками є: зайнятість і розвиток ринку праці; реформа системи охорони здоров'я; реформування пенсійної системи; реформування системи освіти. У сфері підприємництва — кредитно-грошова політика; бюджетно-податкова політика; діловий клімат; торгова політика, аграрна політика. У сфері державного управління — боротьба зі злочинністю та корупцією; розвиток місцевого самоврядування; пріоритет інститутів громадянського суспільства («Велике суспільство замість Великої держави»).
У зовнішньополітичні сфері партія орієнтована на повноправне членство України в ЄС та позаблоковий статус.

### «За майбутнє»
У березні 2020 року партія отримала єдиний внесок за перший квартал року від компанії, пов'язаної з групою «Приват» українського олігарха Коломойського. У травні 2020 року депутати із парламентської фракції «За майбутнє» заявили про створення однойменної партії на чолі з Ігорем Палицею, шляхом перейменування партії «Україна майбутнього». Установчий з'їзд партії відбувся 20 травня 2020 року. На думку Олексія Роговика з громадського руху «Чесно» партія «За майбутнє» є ребрендингом попередньої партії Ігоря Коломойського — «УКРОП», фінансування якої припинилось ще наприкінці 2019 року.
Впродовж 2020—2021 Ігор Палиця ставив за мету завершення співпраці з Міжнародним валютним фондом, вкрай негативно ставивися до Джорджа Сороса та виступав за заборону діяльності та фінансування його проєктів (так званих «соросят»). Також критикував уряди партії «Слуга народу» (уряди Олексія Гончарука та Дениса Шмигаля), але позитивно ставився до Зеленського. Журналістські розслідування пов'язують партію із олігархом Ігорем Коломойським, офіційно члени партії цей зв'язок заперечують.
У листопаді 2023 року замість Ігоря Палиці головою партії було обрано Тараса Батенка.

## Участь у виборах
На місцевих виборах 2010 від партії пройшло 4 депутати до Дніпропетровської обласної ради.

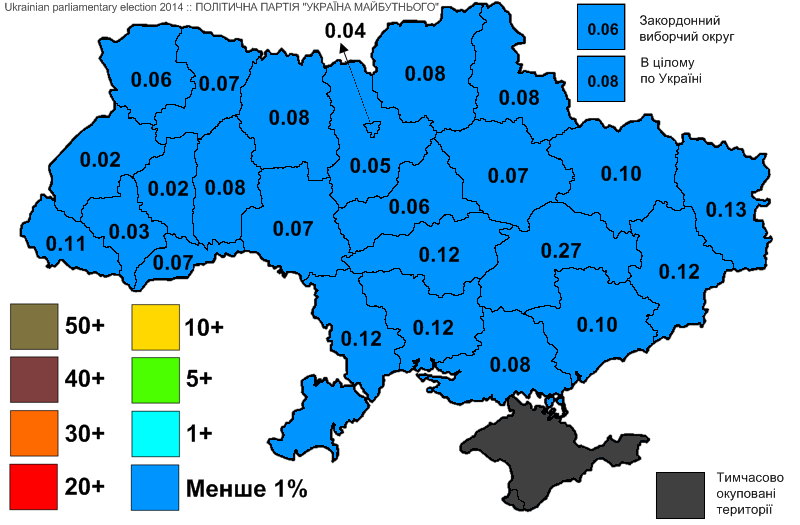
Вибори до ВР України. 2014 рік.

У 2012 — партія вперше брала участь у парламентських виборах, балотувалась як за партійними списками, так і через кандидатів-мажоритарників. Не подолала 5 % бар'єру, та не провела жодного кандидата до ВРУ VII скликання.
На місцевих виборах 2020 від партії пройшло 4 депутати до Запорізький обласної ради.
З червня 2022 року Віктор Балога очолив Закарпатську обласну організацію політичної партії «За майбутнє». На 9 червня 2022 року партія представлена шістьма депутатами в обласній раді Закарпаття[джерело?][значущість факту?].

## Скандали
22 липня 2025 року партія переважною більшістю (з 17 депутатів 10 за, 7 відсутні) проголосувала за проєкт закону 12414, що обмежує Національне антикорупційне бюро України та Спеціалізовану антикорупційну прокуратуру. Закон викликав хвилю загальноукраїнських антикорупційних протестів.